# Lanfranc
Lanfranc (n. 1005, Pavia, Ducatul Milanului – d. 28 mai 1089, Canterbury, Regatul Angliei) a fost un teolog italian medieval, stareț al Mănăstirii Bec din Normandia, apoi arhiepiscop de Canterbury în Anglia.
Între elevii săi s-a numărat Anselm de Canterbury.
Lui Lanfranc i se datorează actuala construcție a Catedralei din Canterbury, în stil gotic normand.